# Joan Sastre Vanrell
Joan Sastre Vanrell (Porreres, 30 d'abril de 1997) és un futbolista professional mallorquí que juga com a lateral dret pel PAOK Salònica FC grec.

## Carrera de club
Sastre es va formar al planter del RCD Mallorca i va debutar com a sènior amb el RCD Mallorca B la temporada 2014–15, a Segona Divisió B. El 10 de setembre de 2015 va debutar amb el primer equip en una derrota per 0–2 a casa contra la SD Huesca, a la Copa del Rei.
Al començament de la temporada 2017–18, Sastre fou promocionat definitivament al primer equip per l'entrenador Vicente Moreno.
Sastre fou membre de l'equip que va assolir l'ascens a LaLiga al final de la temporada 2019–20.